# Newt Gingrich
Newton Leroy "Newt" Gingrich (pronúncia em inglês: [ˈn(j)uːt ˈɡɪŋɡrɪtʃ]) é um professor universitário, historiador, escritor e político americano. Filiado ao Partido Republicano, ele foi um dos cabeças do partido por muitos anos, se destacando em 1994, quando a sua legenda passou a ter o controle da Câmara dos Representantes pela primeira vez em 40 anos. Gingrich tornou-se o Presidente da Câmara em 1995, ficando na posição até 1999, período que exerceu grande influência no partido.
Na década de 1970, Gingrich foi professor de história e geografia na Universidade da Geórgia Ocidental. Ele foi eleito para a Câmara dos Representantes dos Estados Unidos em novembro de 1978, sendo o primeiro republicano na história do 6º distrito congressional da Geórgia a conquistar o cargo. De 1989 a 1995, ele atuou como House Minority Whip (Líder Adjunto da Minoria na Câmara). Coautor e arquiteto do "Contrato com a América", Gingrich foi uma liderança importante na vitória republicana nas eleições de 1994 para o Congresso. Em 1995, a revista Time o nomeou "Homem do Ano" por seu "papel em encerrar a maioria democrata de quatro décadas na Câmara".
Como Presidente da Câmara, Gingrich supervisionou a aprovação, pela Câmara dos Representantes, da reforma do sistema de bem-estar social em 1996 e uma redução no imposto sobre ganhos de capital em 1997. Gingrich desempenhou um papel crucial em vários fechamentos do governo (pela falta de um orçamento aprovado) e no processo de impeachment do Presidente Bill Clinton, com uma votação na Câmara dividida em linhas partidárias. Um desempenho abaixo do esperado dos republicanos nas eleições de 1998 para o Congresso, uma repreensão da Câmara por violação ética de Gingrich e pressão de colegas republicanos o levou a anunciar que não concorreria para a presidência da Câmara no próximo congresso, renunciando ao cargo em 3 de janeiro de 1999, no mesmo dia em que seu mandato terminou. Acadêmicos creditam a Gingrich um papel importante na aceleração da polarização e do partidarismo político.
Desde 1999, com o fim de seu décimo mandato de representante pelo sexto distrito da Geórgia, Newt Gingrich deixou de concorrer a cargos eletivos e atua apenas como analista político. Ele continua a ser uma personalidade muito influente no Partido Republicano, e seu nome foi um dos favoritos para a candidatura republicana à eleição presidencial de 2012.

## Trabalho no congresso norte-americano

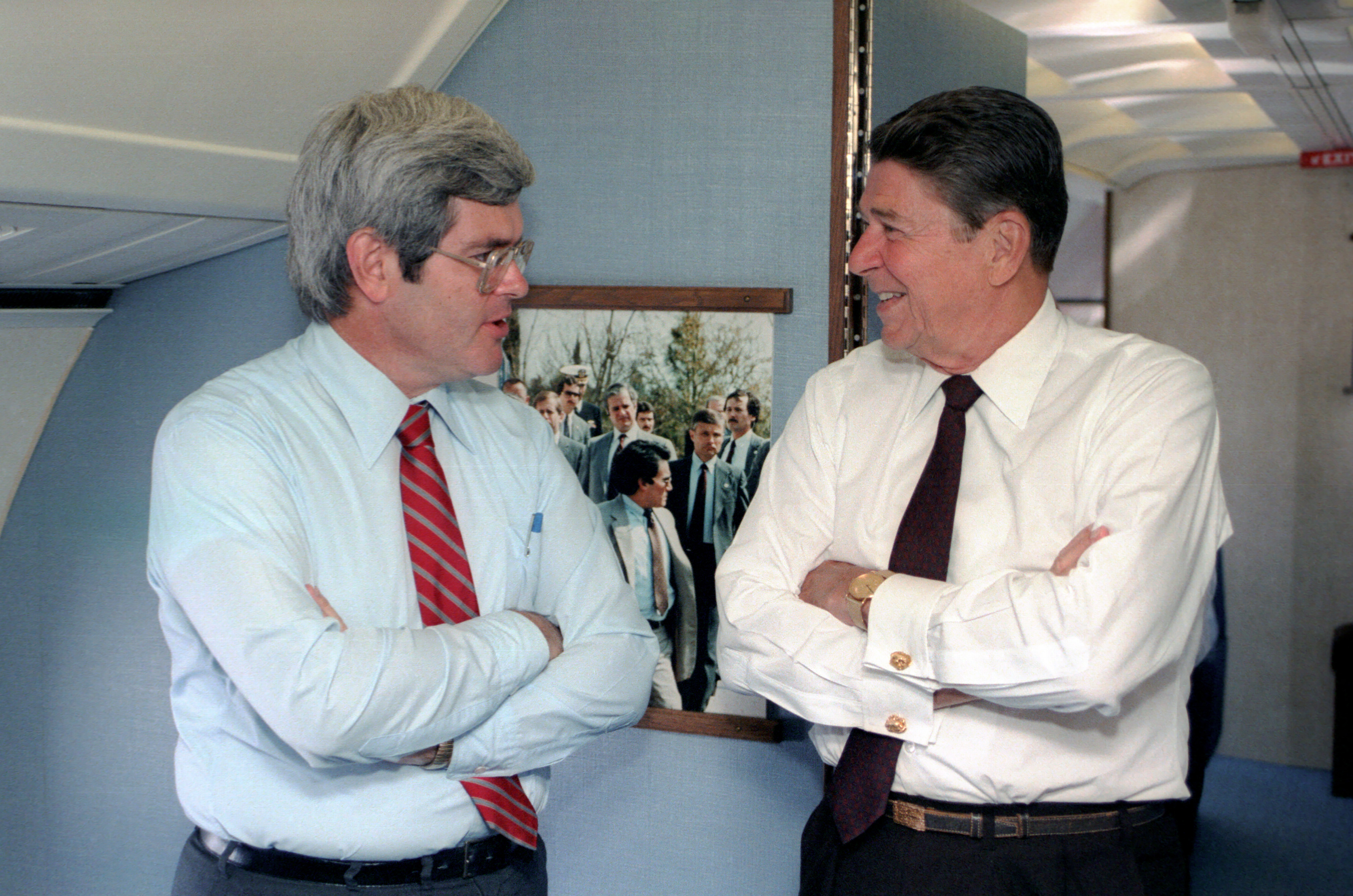
Gingrich viajando com o presidente Ronald Reagan a bordo do Air Force One em agosto de 1983

Durante o Escândalo Sexual do Programa Escolar do Congresso em 1983 (wiki-en), Gingrich estava entre os que pediram a expulsão dos representantes Dan Crane e Gerry Studds. Gingrich apoiou uma proposta para banir empréstimos do Fundo Monetário Internacional a países comunistas e endossou um projeto de lei para tornar o Dia de Martin Luther King Jr. um novo feriado federal.

## Posições políticas

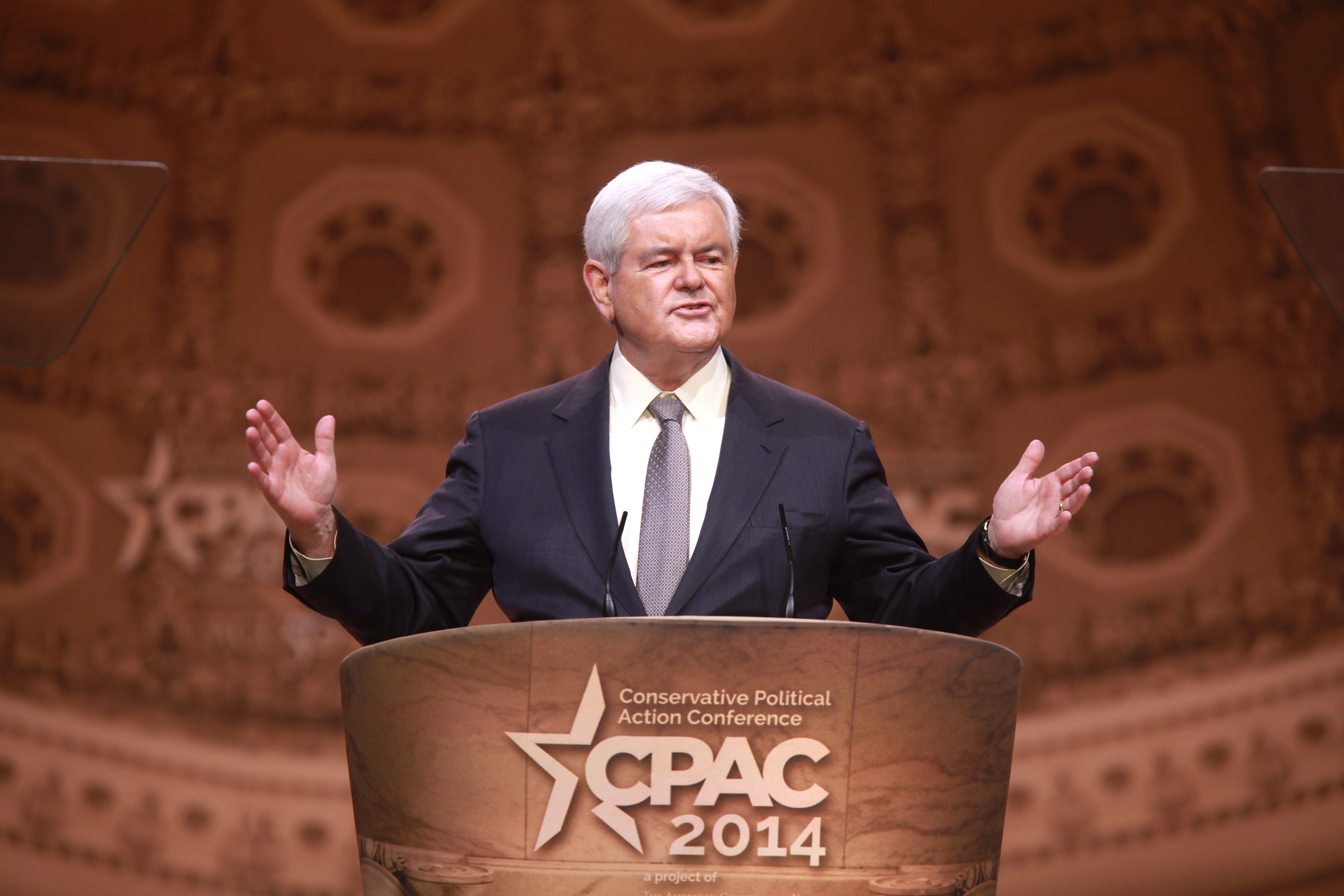
Gingrich no CPAC de 2014.

Gingrich era um conservador e é amplamente associado ao "Contrato com a América" de 1994. Ele fundou a organização American Solutions for Winning the Future e propôs substituir a Agência de Proteção Ambiental por uma "Agência de Soluções Ambientais". Ele defende uma política rígida para controle de fronteiras e um programa para trabalhadores temporários.  Sobre energia, Gingrich apoia mandatos de combustíveis flex para carros e o uso de etanol. Em 2021, ele foi mencionado por fazer eco à teoria da "Grande Substituição" em uma entrevista à Fox News.
Gingrich vê o internacionalismo e as Nações Unidas de forma negativa, afirmando em 2015 que a ONU é "corrupta e ineficiente". Em 2007, ele lançou o livro Rediscovering God in America e suas obras mais recentes focam em políticas amplas, como Winning the Future e To Save America. Gingrich considera a educação como "o principal fator para a prosperidade futura" e trabalhou em parceria com Al Sharpton e Arne Duncan em questões educacionais. Em 2012, ele sugeriu que os republicanos deveriam reconsiderar sua oposição ao casamento gay.
Em 2014, Gingrich apoiou o National Popular Vote Interstate Compact, que orienta os estados a conceder seus votos do Colégio Eleitoral ao vencedor do voto popular nacional. Em 2016, ele defendeu a deportação de muçulmanos que defendem a Sharia e a criminalização de sites que promovem o Estado Islâmico ou a Al-Qaeda, o que gerou preocupações sobre possíveis violações à Primeira Emenda da Constituição dos Estados Unidos.
Gingrich também expressou ceticismo sobre o comprometimento dos Estados Unidos com a defesa da OTAN questionando a ajuda a membros como a Estônia em caso de invasão. Sua posição sobre as mudanças climáticas oscilou ao longo do tempo, sendo inicialmente cético, depois crente e novamente cético. Em 2022, ele criticou o Comitê de Investigação do Ataque de 6 de janeiro, sugerindo que os membros poderiam enfrentar prisão caso os republicanos reassumissem o controle da Câmara.

## Livros

### Não ficção
- The Government's Role in Solving Societal Problems, 1982
- Window of Opportunity, 1985
- Contract with America (co-editor), 1994
- Restoring the Dream, 1995
- Quotations from Speaker Newt, 1995
- To Renew America, 1996
- Lessons Learned The Hard Way, 1998
- Presidential Determination Regarding Certification of the Thirty-Two Major Illicit Narcotics Producing and Transit Countries, 1999
- Saving Lives and Saving Money, 2003
- Winning the Future, 2005
- Rediscovering God in America: Reflections on the Role of Faith in Our Nation's History and Future, 2006
- The Art of Transformation, 2006
- A Contract with the Earth, con Terry L. Maple, 2007
- Real Change: From the World That Fails to the World That Works, 2008
- Drill Here, Drill Now, Pay Less: A Handbook for Slashing Gas Prices and Solving Our Energy Crisis, 2008
- 5 Principles for a Successful Life: From Our Family to Yours, com Jackie Gingrich Cushman, 2009
- To Save America: Stopping Obama's Secular-Socialist Machine, com Joe DeSantis, 2010
- Ronald Reagan: Rendezvous with Destiny, 2011
- A Nation Like No Other: Why American Exceptionalism Matters, 2011
- Breakout: Pioneers of the Future, Prison Guards of the Past, and the Epic Battle That Will Decide America's Fate, 2013
- Understanding Trump, 2017
- Trump's America: The Truth about Our Nation's Great Comeback, 2018
- Trump vs China: America's Greatest Challenge, 2019
- Trump and the American Future: Solving the Great Problems of Our Time, 2020
- Beyond Biden: Rebuilding the America We Love, 2021

### Ficção
- 1945, 1995 (co-autor William R. Forstchen)

#### Série Guerra Civil
(co-autor William R. Forstchen)
- Gettysburg: A Novel of the Civil War, 2003
- Grant Comes East, 2004
- Never Call Retreat: Lee and Grant: The Final Victory, 2005
- The Battle of the Crater: A Novel, 2011

#### Série Guerra do Pacífico
(co-autor William R. Forstchen)
- Pearl Harbor: A Novel of December 8, 2007
- Days of Infamy, 2008

#### Série Guerra Revolucionária
(co-autor William R. Forstchen)
- To Try Men's Souls: A Novel of George Washington and the Fight for American Freedom, 2009
- Valley Forge: George Washington and the Crucible of Victory, 2010
- Victory at Yorktown, 2012

#### Série Brooke Grant
(co-autor Pete Earley)
- Duplicity: A Novel, 2015
- Treason: A Novel, 2016
- Vengance: A Novel, 2017

#### Série Mayberry e Garrett
(co-autor Pete Earley)
- Collusion: A Novel, 2019
- Shakedown: A Novel, 2020

## Filmografia
- Ronald Reagan: Rendezvous with Destiny, Gingrich Productions, 2009
- Nine Days That Changed the World, Gingrich Productions, 2010